# Integral impropia
En cálculo, una integral impropia de una función es el límite de una integral definida cuando uno o ambos extremos del intervalo de integración se acercan a un número que no está dentro de su dominio, a {\displaystyle \infty }, o a{\displaystyle -\infty }. Además una integral definida es impropia cuando la función integrando de la integral definida no es continua en todo el intervalo de integración. También se pueden dar ambas situaciones.

## Introducción

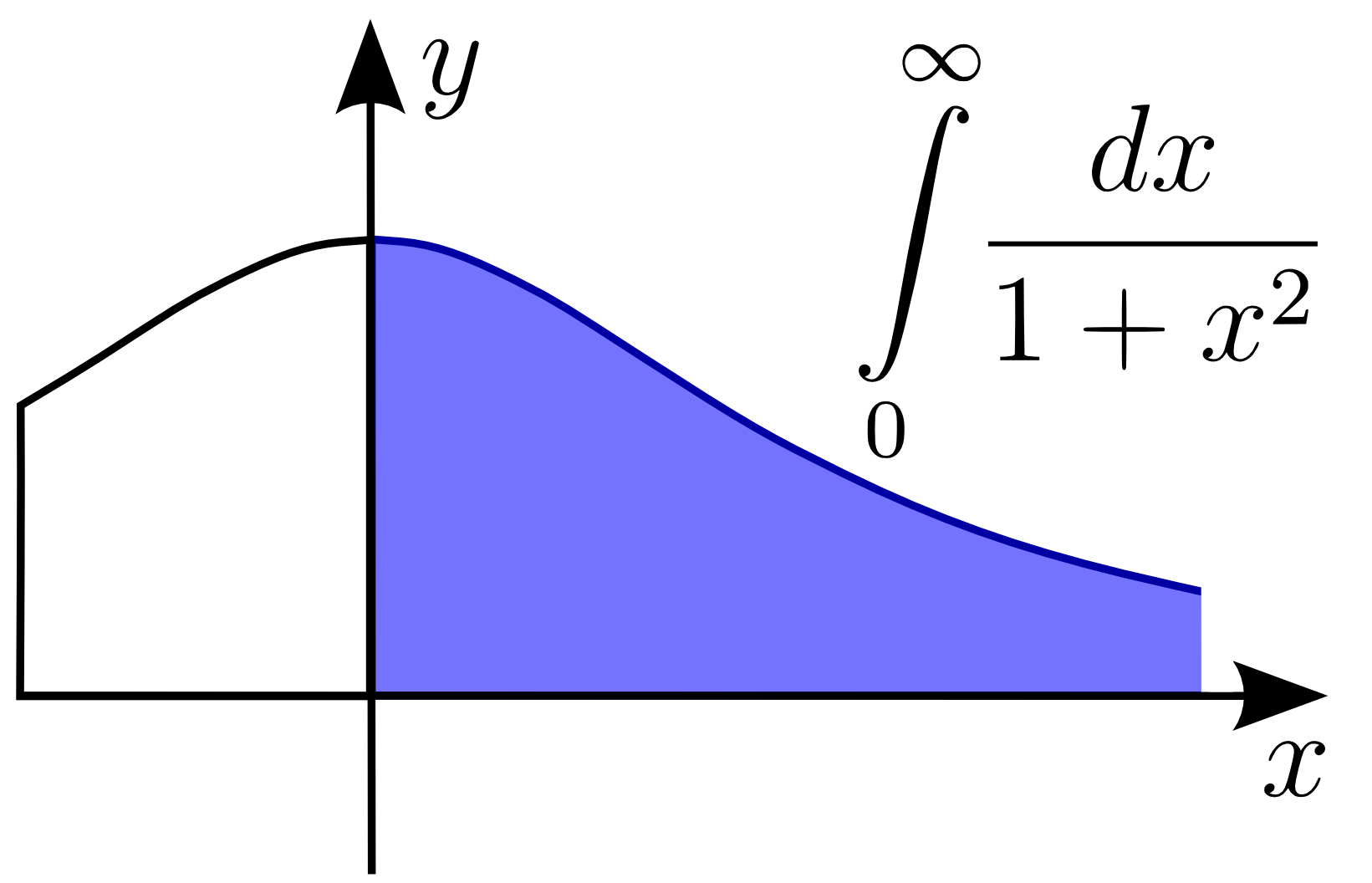
Punto singular en el infinito.

Si la función {\displaystyle f(x)} al ser integrada desde {\displaystyle a} hasta {\displaystyle c} tiene una discontinuidad en {\displaystyle c}, especialmente en la forma de una asíntota vertical, o si {\displaystyle c=\infty } entonces la integral 
{\displaystyle \int _{a}^{c}f(x)\,dx\,}

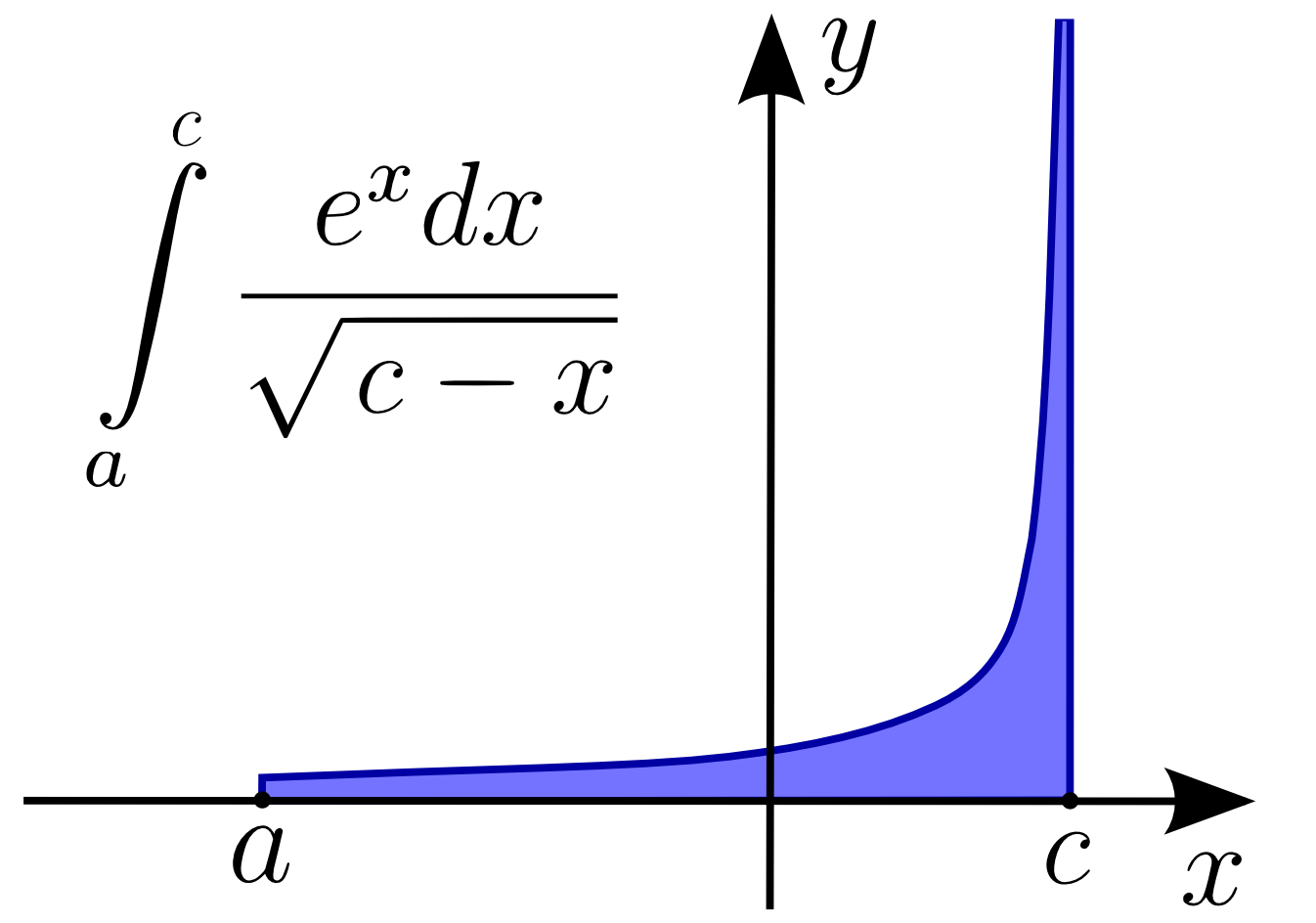
Punto singular en c.

Puede ser más conveniente redefinirla de la siguiente forma:
{\displaystyle \lim _{b\to c^{-}}\int _{a}^{b}f(x)\,dx.\,}
En algunos casos, la integral desde {\displaystyle a} hasta {\displaystyle c} ni siquiera está definida, puesto que las integrales de la parte positiva y negativa de {\displaystyle f(x)dx} entre {\displaystyle a} y {\displaystyle c} son ambas infinitas, sin embargo el límite puede existir. Estos casos corresponden a las llamadas "integrales impropias", es decir, aquellas cuyos valores no pueden definirse excepto como límites.
La integral
{\displaystyle \int _{0}^{\infty }{\frac {dx}{1+x^{2}}}}
puede interpretarse como:
{\displaystyle \lim _{b\rightarrow \infty }\int _{0}^{b}{\frac {dx}{1+x^{2}}},}
pero desde el punto de vista del análisis matemático no es obligatorio interpretarla de tal manera, ya que puede interpretarse como una integral de Lebesgue sobre el intervalo {\displaystyle (0,\infty )}. Por otro lado, el uso del límite de integrales definidas en intervalos finitos es útil, aunque no sea como forma de calcular su valor.
En contraste al caso anterior,
{\displaystyle \int _{0}^{\infty }{\frac {\sin(x)}{x}}\,dx}
no puede ser interpretada como una integral de Lebesgue, ya que
{\displaystyle \int _{0}^{\infty }\left|{\frac {\sin(x)}{x}}\right|\,dx=\infty .}
Ésta es una "verdadera" integral impropia, cuyo valor está dado por 
{\displaystyle \int _{0}^{\infty }{\frac {\sin(x)}{x}}\,dx=\lim _{b\rightarrow \infty }\int _{0}^{b}{\frac {\sin(x)}{x}}\,dx={\frac {\pi }{2}}.}
Llamamos  singularidades de una integral impropia a los puntos de la recta real extendida en los cuales debemos utilizar límites.
Tales integrales son frecuentemente escritas en forma simbólica de igual forma que una integral definida, utilizando un infinito como límite de integración. Esto no hace más que "ocultar" el debido proceso de calcular los límites de la integral. Utilizando la más avanzada integral de Lebesgue en lugar de una integral de Riemann, uno puede a veces evitar tal operación. Pero si solo se desea evaluar el límite para obtener un valor definido, tal mecanismo pudiera no resultar de ayuda. El concepto de integral de Lebesgue es más o menos esencial en el tratamiento teórico de la transformada de Fourier que hace uso extensivo de integrales sobre el total de la recta real.

## Límites infinitos de integración
Las integrales impropias más básicas son integrales como: 
{\displaystyle \int _{0}^{\infty }{dx \over x^{2}+1}.}
Como dijimos anteriormente éstas no necesitan ser definidas como una integral impropia, ya que pueden ser construidas como una integral de Lebesgue. Sin embargo, para propósitos de calcular esta integral, es más conveniente tratarla como un integral impropia, i.e., evaluarla cuando el límite superior de integración es finito y entonces coger el límite ya que este límite se acerca a {\displaystyle \infty }.
La primitiva de la función que está siendo integrada es arctan x.  La integral es
{\displaystyle \lim _{b\rightarrow \infty }\int _{0}^{b}{\frac {dx}{1+x^{2}}}=\lim _{b\rightarrow \infty }\arctan b-\arctan 0=\pi /2-0=\pi /2.}
por lo que el área bajo la curva nunca puede ser definida de forma verdadera.

## Asíntotas verticales en los límites de integración
Considera
{\displaystyle \int _{0}^{1}{\frac {dx}{x^{2/3}}}.}
Esta integral involucra una función con una asíntota vertical en {\displaystyle x=0}.
Uno puede obtener el valor de esta integral evaluándola desde {\displaystyle b} a 1, y entonces tomando el límite como {\displaystyle b} tendiendo a 0. Nótese que la anti-derivativa de la anterior función es 
{\displaystyle 3x^{1/3},}
la cual puede ser evaluada por sustitución directa para dar el valor 
{\displaystyle 3\cdot (1-b^{1/3}).}
El límite cuando {\displaystyle b\rightarrow 0} es {\displaystyle 3(1-0)=3}.

## Valores principales de Cauchy
Considera la diferencia en los valores de dos límites:
{\displaystyle \lim _{a\rightarrow 0+}\left(\int _{-1}^{-a}{\frac {dx}{x}}+\int _{a}^{1}{\frac {dx}{x}}\right)=0,}
{\displaystyle \lim _{a\rightarrow 0+}\left(\int _{-1}^{-a}{\frac {dx}{x}}+\int _{2a}^{1}{\frac {dx}{x}}\right)=-\ln 2.}
La primera es el valor principal de Cauchy
{\displaystyle \int _{-1}^{1}{\frac {dx}{x}}{\ }\left({\mbox{que}}\ {\mbox{da}}\ -\infty +\infty \right).}
Similarmente, tenemos
{\displaystyle \lim _{a\rightarrow \infty }\int _{-a}^{a}{\frac {2x\,dx}{x^{2}+1}}=0,}
pero
{\displaystyle \lim _{a\rightarrow \infty }\int _{-2a}^{a}{\frac {2x\,dx}{x^{2}+1}}=-\ln 4.}
La primera es el valor principal
{\displaystyle \int _{-\infty }^{\infty }{\frac {2x\,dx}{x^{2}+1}}{\ }\left({\mbox{que}}\ {\mbox{da}}\ -\infty +\infty \right).}
Todos los límites anteriores son casos de la forma indeterminada ∞ − ∞.

## Carácter y valor de las Integrales Impropias
Si la integral que nos ocupa es de fácil resolución podemos determinar su carácter mediante el cálculo de la integral impropia. Según el resultado que obtengamos sabremos si es convergente o divergente. Primero clasifiquemos las integrales en 3 tipos:

### Primera especie
Son del tipo:{\displaystyle \int _{a}^{\infty }\ f(x)\,dx\,} o {\displaystyle \int _{-\infty }^{b}f(x)\,dx\,}
Presentan una asíntota horizontal.

### Segunda especie
Son del tipo:{\displaystyle \int _{a}^{b}f(x)\,dx\,} , donde {\displaystyle f(x)} no está definida en todo el intervalo o los extremos de integración.
Típicamente, el integrando presenta una asíntota vertical.

### Tercera especie
Son mezclas de los dos tipos anteriores, es decir, que presentan un infinito en los extremos de integración y la función se hace infinito en uno o más puntos del intervalo de integración.
Este tipo de integrales impropias se pueden dividir en suma de dos integrales: una de primera especie y otra de segunda especie. Por lo tanto deberemos seguir los pasos anteriores para determinar su carácter, y tener en cuenta que para que sea convergente tanto la integral de primera especie como la de segunda especie tienen que ser convergentes, si no, en cualquier otro caso, diverge.